# Planetenparade

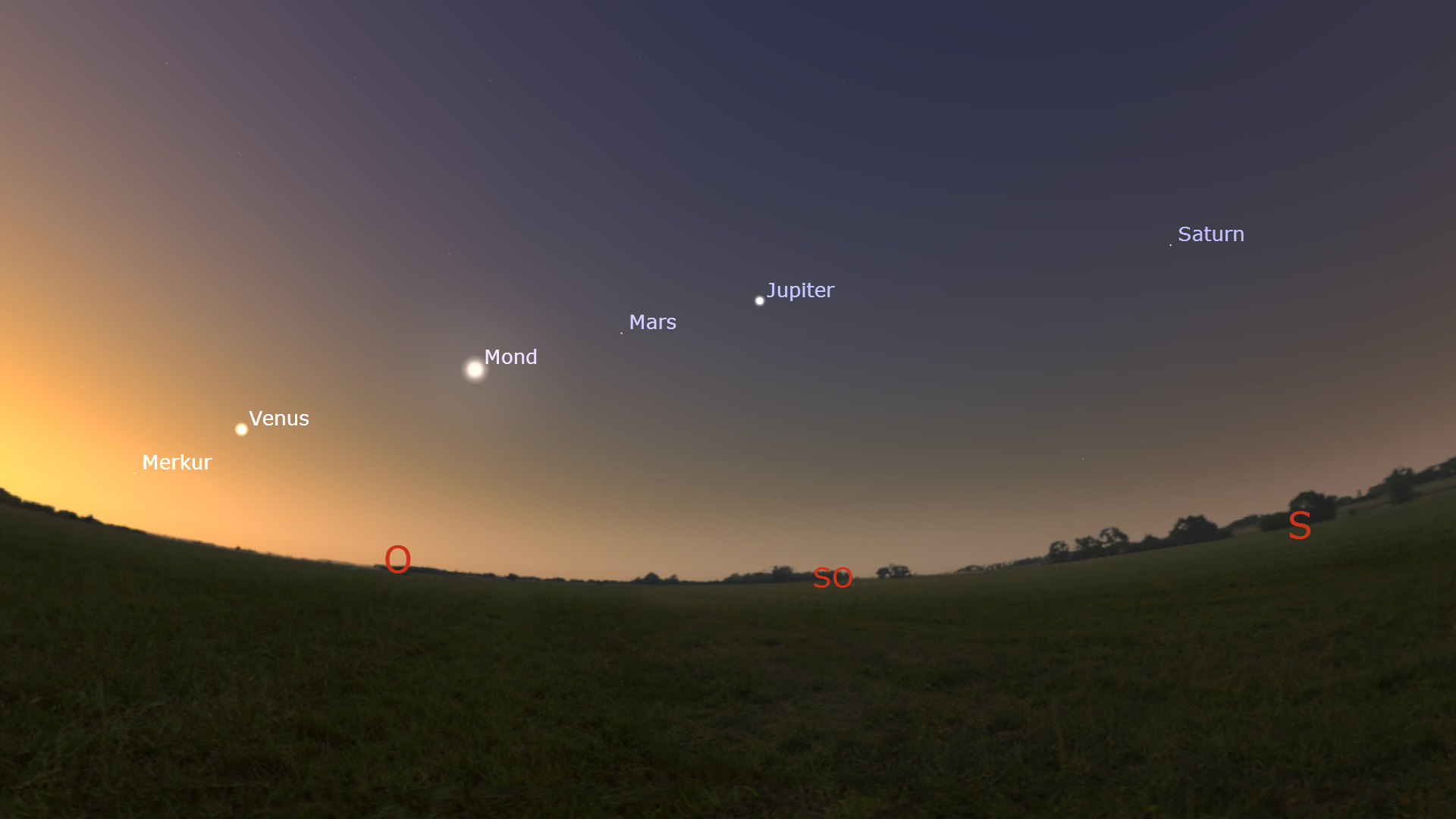
Stellarium-Simulation der Planetenkonstellation vom 24. Juni 2022, 04:30 Uhr MESZ

Als Planetenreihe, Planetenparade oder Planetenprozession wird gelegentlich eine Konstellation bezeichnet, bei der gleichzeitig drei, vier oder fünf der freiäugig sichtbaren Planeten – Merkur, Venus, Mars, Jupiter und Saturn – recht nahe beieinander in einer Reihe am Himmel zu sehen sind. Da ihre Bahnebenen nur wenig von der Ekliptik abweichen, stehen bei solchen Konstellationen die Planeten naturgegeben annähernd auf einer Linie, die der Bogen eines Großkreises auf der Himmelskugel ist.
Mit drei Planeten kommt ein derartiges Zusammentreffen etwa jährlich vor, mit vier Planeten alle paar Jahre. Die Aufreihung aller fünf Planeten ist weniger oft zu beobachten, von Mal zu Mal vergeht über ein Jahrzehnt. Eine solche seltene Konstellation trat im Juni 2022 am Morgenhimmel ein. Die Planetenreihe wurde gebildet von Merkur, Venus, Mars, Jupiter und Saturn (in dieser Reihenfolge). Zudem wanderte vom 20. bis 26. Juni der Mond der Reihe nach an ihnen vorbei.
Eine historisch bedeutende, allerdings weniger regelmäßige Konstellation trat im Jahr 6 v. Chr. auf, als zur Großen Konjunktion von Jupiter und Saturn weitere Planeten traten. Sie gehört zu den Himmelsphänomenen, die als Erklärungsversuche für den Stern von Betlehem angeführt werden.
Bei der vom 21. Januar 2025 bis Mitte Februar 2025 andauernden Planetenparade, waren die sechs Planeten Mars, Jupiter, Uranus, Neptun, Venus und Saturn am Nachthimmel sichtbar, freiäugig allerdings nur die näheren Vier.